# Frans Proot
Franciscus Xaverius Proot (Dudzele, 14 oktober 1814 - Ramskapelle, 7 maart 1913) was een Belgische politicus. Hij was burgemeester van de gemeente Dudzele bij Brugge van 1891 tot 1894.

## Boer
Proot was een zoon van landbouwer Joannes-Baptista Proot (1760-1822) en Anna Theresia Goethals. Hij trouwde in 1843 met Francisca Verplancke (1816-1871). Ze gingen boeren in Dudzele en kregen acht kinderen. Dochter Leonia Proot (1847-1895) trouwde met Casimir Cadron (°1831), zoon van de vroegere burgemeester Jacob Cadron. 
Frans Proot was verwant aan een vroegere burgemeester van Dudzele, Pieter Proot. De grootvader van Frans Proot was immers een halfbroer van de overgrootvader van Pieter Proot.

## Burgemeester
Proot was enkele jaren gemeenteraadslid en schepen van Dudzele, ook na de verkiezingen van 2 februari 1889. Toen burgemeester Pieter Maenhoudt in november van dat jaar overleed, werd Pieter Debree in 1890 de dienstdoende burgemeester. Begin augustus 1890 werd Proot tot burgemeester benoemd. Hij was toen 75 en weduwnaar en had zeer waarschijnlijk zijn hof aan één of meer van zijn kinderen overgelaten, zodat hij tijd had. Hij had als schepenen Debree en Karel Demuynck en als raadsleden L. Vermeire, F. Claeys, Gustaaf Ketele, August Vanhove, Konstant Deschepper en Casimir Maenhoudt.
In mei 1894 nam hij ontslag en werd eerste schepen Debree opnieuw dienstdoende burgemeester tot aan de benoeming van Jan Monbaliu in januari 1896. Proot stierf bij zijn zoon Casimir (1858-1923), die boerde in Ramskapelle. Hij was op enkele maanden verwijderd van zijn honderdste verjaardag. Casimirs zoon Alfons Proot (1896-1972) was burgemeester in Ramskapelle.